# Premierzy Botswany

## Chronologiczna lista[1]
| #                                | Prezydent                 | Portret | Kadencja     | Kadencja         | Partia polityczna | Partia polityczna |
| #                                | Prezydent                 | Portret | Od           | Do               | Partia polityczna | Partia polityczna |
| -------------------------------- | ------------------------- | ------- | ------------ | ---------------- | ----------------- | ----------------- |
| Premier                          |                           |         |              |                  |                   |                   |
| 1                                | Seretse Khama (1921–1980) |         | 3 marca 1965 | 30 września 1966 |                   | BDP               |
| Urząd zniesiony 30 września 1966 |                           |         |              |                  |                   |                   |